# Logi Gunnarsson (Basketballspieler)
Logi Gunnarsson (* 5. September 1981 in Keflavík) ist ein ehemaliger isländischer Basketballspieler. Nach dem Karrierebeginn spielte der isländische Nationalspieler ab 2002 vier Jahre in Deutschland, davon knapp zwei Jahre in der höchsten deutschen Spielklasse Basketball-Bundesliga für die Gießen 46ers. Nach weiteren Auslandsstationen in Finnland, Spanien, Frankreich und Schweden spielt Gunnarsson seit 2013 wieder für seinen Stammverein in UMF Njarðvík in Reykjanesbær. 2014 gelang Logi Gunnarsson mit der Herrenauswahl die erstmalige Qualifikation für eine Endrunde der Europameisterschaft.

## Karriere
Logi Gunnarsson debütierte für UMF Njarðvík bereits mit 16 Jahren in der höchsten Spielklasse der isländischen Meisterschaft. Nach gut einem Jahr Aufenthalt an der St. Mary’s High School in Rutherford im US-Bundesstaat New Jersey kehrte er in seine Heimat zurück. Nach seiner persönlich dritten isländischen Meisterschaft mit Njarðvík 2002 versuchte er sich zur Saison 2002/03 erneut im Ausland und wechselte nach Deutschland zum ehemaligen Erstligisten Ratiopharm Ulm in die 2. Basketball-Bundesliga. Die Ulmer verbesserten sich nach nur sechs Saisonniederlagen in 32 Spielen der Südgruppe der Zweitliga-Saison 2002/03 auf den dritten Platz, der aber nicht zur Rückkehr in die höchste Spielklasse berechtigte.
Stattdessen stieg Logi Gunnarsson, den in seiner Spielweise Mut und ein sicherer Sprungwurf auszeichneten, durch einen Wechsel zum Erstligisten Gießen 46ers in die Basketball-Bundesliga auf. Eingeschränkt durch eine Schulterverletzung kam er unter den Trainern Chris Finch und Armin Andres jedoch lediglich auf acht Einsätze in der Basketball-Bundesliga 2003/04. Die Mittelhessen, damals seit Gründung der Bundesliga ständige Mitglied als MTV 1846 der höchsten Spielklasse, erreichten den Klassenerhalt nur durch die Insolvenz und den zwangsweisen Abstieg zweier anderer Mannschaften. In der folgenden Bundesliga-Saison 2004/05 lief es unter Trainer Stefan Koch ungleich besser für die Gießener, als man angeführt von Chuck Eidson den sechsten Platz erreichte und in den Meisterschafts-Play-offs bis ins Halbfinale vorstieß. Neben Louis Campbell und den jungen Guards Anton Gavel und Heiko Schaffartzik kam Logi Gunnarsson in 20 Saisoneinsätzen jedoch nur auf geringe Spielanteile. Zur folgenden Saison stieg er daher wieder in die Südgruppe der 2. Bundesliga ab und wechselte zum BBC Bayreuth, der sich aus dem früheren Meister BG Steiner heraus gebildet hatte. Während sein ehemaliger Verein Ulm mit nur einer Saisonniederlage den ersten Platz in der Zweitliga-Saison 2005/06 und die Rückkehr in die höchste Spielklasse erreichte, verbesserten sich die Bayreuther zunächst nicht und fielen vom dritten Vorjahresplatz auf den sechsten Platz zurück.
Zur Saison 2006/07 verließ Logi Gunnarsson Deutschland wieder und wechselte in die finnische Hauptstadt Helsinki zur Torpan Pojat in die Korisliiga. Nach einem vierten Hauptrundenplatz schied man in den Play-offs um die Meisterschaft früh aus. Zum Saisonende wechselte Logi Gunnarsson Mitte April 2007 noch in die zweite spanische Liga Española de Baloncesto zum ehemaligen Erstligisten aus Gijón. In einer Play-down-Serie konnte der Drittletzte Gijón gegen den Vorletzten Gandía Bàsquet den Abstieg in die Drittklassigkeit nicht verhindern. In der LEB 2 der Saison 2007/08 verpasste Gijón auf dem dritten Platz mit Logi Gunnarsson die Rückkehr in die Zweitklassigkeit. Bevor sich der Verein nach der folgenden Saison endgültig auflöste, wechselte Logi Gunnarsson zurück zu seinem Stammverein nach Island. Für die Saison 2009/10 kehrte er jedoch wieder auf das zentraleuropäische Festland zurück und spielte in der französischen Nationale 1 für den Zweitliga-Absteiger aus Saint-Étienne. Dieser verpasste mit ausgeglichener Saisonbilanz die Rückkehr in die professionellen Spielklassen jedoch deutlich. Mit dem schwedischen Verein Vikings aus Solna schied Logi Gunnarsson nach ausgeglichener Hauptrundenbilanz in der Basketligan in der ersten Runde der Meisterschafts-Play-offs 2011 aus. In der Saison 2011/12 spielte er für Angers BC 49 erneut in der dritten Liga Frankreichs, der Nationale 1. Nach 2012 war Logi Gunnarsson dann wieder in Island jahrelang für seinen Stammverein UMF Njarðvík tätig, der nach 13 Meisterschaften zwischen 1981 und 2006 an frühere Titelerfolge nicht mehr anschließen konnte.
In der isländischen Nationalmannschaft bestritt Logi Gunnarsson zwischen 2000 und 2018 147 Einsätze, womit er sich in der Liste der am häufigsten eingesetzten Spieler auf dem vierten Rang platzierte. Konnte die Auswahl der Herren zuvor nur nennenswerte Erfolge bei den Spielen der kleinen Staaten von Europa feiern, gelang im Sommer 2014 unter anderem mit den erfahrenen ehemaligen Bundesliga-Profis Jón Arnór Stefánsson und Jakob Sigurðarson sowie dem damaligen Bundesliga-Profi Hörður Vilhjálmsson erstmals der Sprung zu einer Endrunde der Europameisterschaft. Bei der EM-Endrunde 2015 bestritt die isländische Auswahl ihr erstes Endrundenspiel gegen Gastgeber Deutschland, für den unter anderem Logi Gunnarssons ehemalige Gießener Mannschaftskameraden Anton Gavel und Heiko Schaffartzik antraten, in der Berliner Mercedes-Benz Arena.
Im Anschluss an das Spieljahr 2022/23 gab Logi Gunnarsson das Ende seiner Spielerlaufbahn bekannt.